# Fiumicello
Fiumicello est une commune italienne d'environ 5 100 habitants située dans la province d'Udine, en région Frioul-Vénétie Julienne, dans le Nord-Est de l'Italie.

## Administration
| Période                                  | Période | Identité | Étiquette | Qualité |
| ---------------------------------------- | ------- | -------- | --------- | ------- |
|                                          |         |          |           |         |
| Les données manquantes sont à compléter. |         |          |           |         |

### Hameaux
San Valentino (siège de la commune), San Lorenzo, Papariano, San Antonio.

### Communes limitrophes
Aquilée, Grado, Ruda, San Canzian d'Isonzo, Turriaco, Villa Vicentina.